# Halemweg (métro de Berlin)
Halemweg est une station souterraine de la ligne 7 du métro de Berlin (U7). Elle est située à l'ouest du centre-ville de Berlin, sous la voie Halemweg dans le quartier Charlottenbourg-Nord et l'arrondissement de Charlottenbourg-Wilmersdorf.
Conçue par Rainer G. Rümmler, elle est mise en service en 1980. Elle est exploitée par Berliner Verkehrsbetriebe (BVG). Elle est accessible par escaliers et escalators. Outre le quartier, elle dessert le parc Jungfernheide (de).

## Situation
Sur le réseau du Métro de Berlin la station souterraine de Halemweg est établie sur la ligne 7 entre les stations Siemensdamm (à 923 m) et Jakob-Kaiser-Platz (à 508 m).
Géographiquement la station Halemweg est située sous la voie Halemweg dans le quartier Berlin-Charlottenbourg-Nord et l'arrondissement de Charlottenbourg-Wilmersdorf,.

## Histoire
La station Halemweg est mise en service le 1er octobre 1980 lors du prolongement de la ligne 7. Conçue par l'architecte Rainer G. Rümmler, elle se compose de deux quais située de part et d'autre d'une plateforme centrale encadrée par les deux voies. Cette plateforme comporte des colonnes supports en son centre. Un escalier permet d'accéder au niveau intermédiaire où un escalier et un escalator permettent de monter à l'unique édicule de sortie ou l'on rejoint l'extérieur par un escalier de quatre marches. Rainer G. Rümmler a produit une décoration simple où la couleur orange est dominante et le contraste en vert,.
Le 7 septembre 2010, est inauguré, sur le quai, une plaque commémorative en l'honneur de Nikolaus Christoph von Halem (de), résistant allemand aux Nazisme, exécuté à la prison de Brandebourg le 9 octobre 1944. Détruite en 2010, la plaque est remplacée par une autre installé à l'entrée de la station le 28 mai 2011.

## Service des voyageurs

### Accueil
La station Halemweg est une station souterraine accessible par un seul accès, équipé d'un escalier et d'un escalator. Elle est située dans la zone tarifaire B.

Intérieur de la station
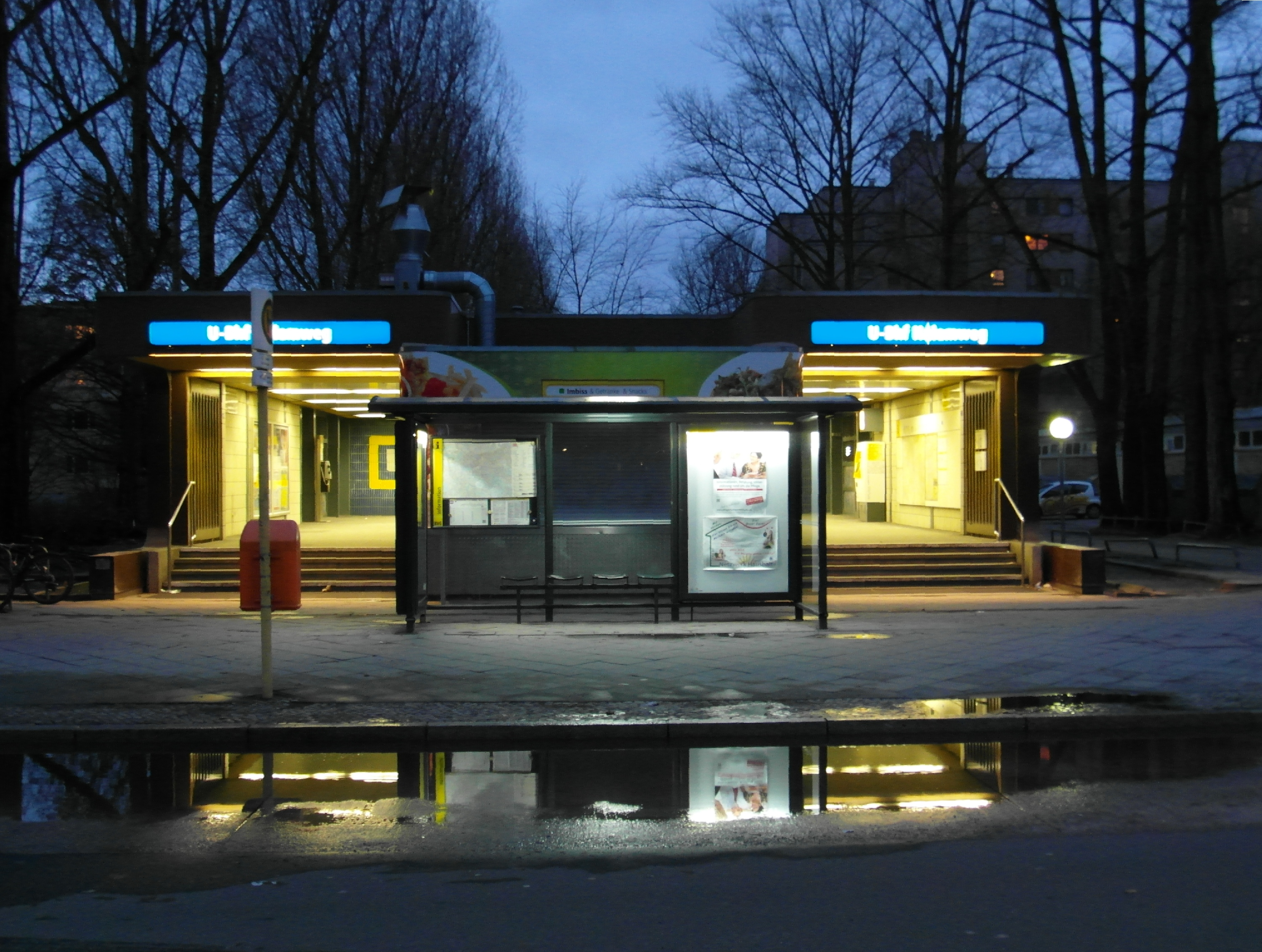
Édicule d'accès.
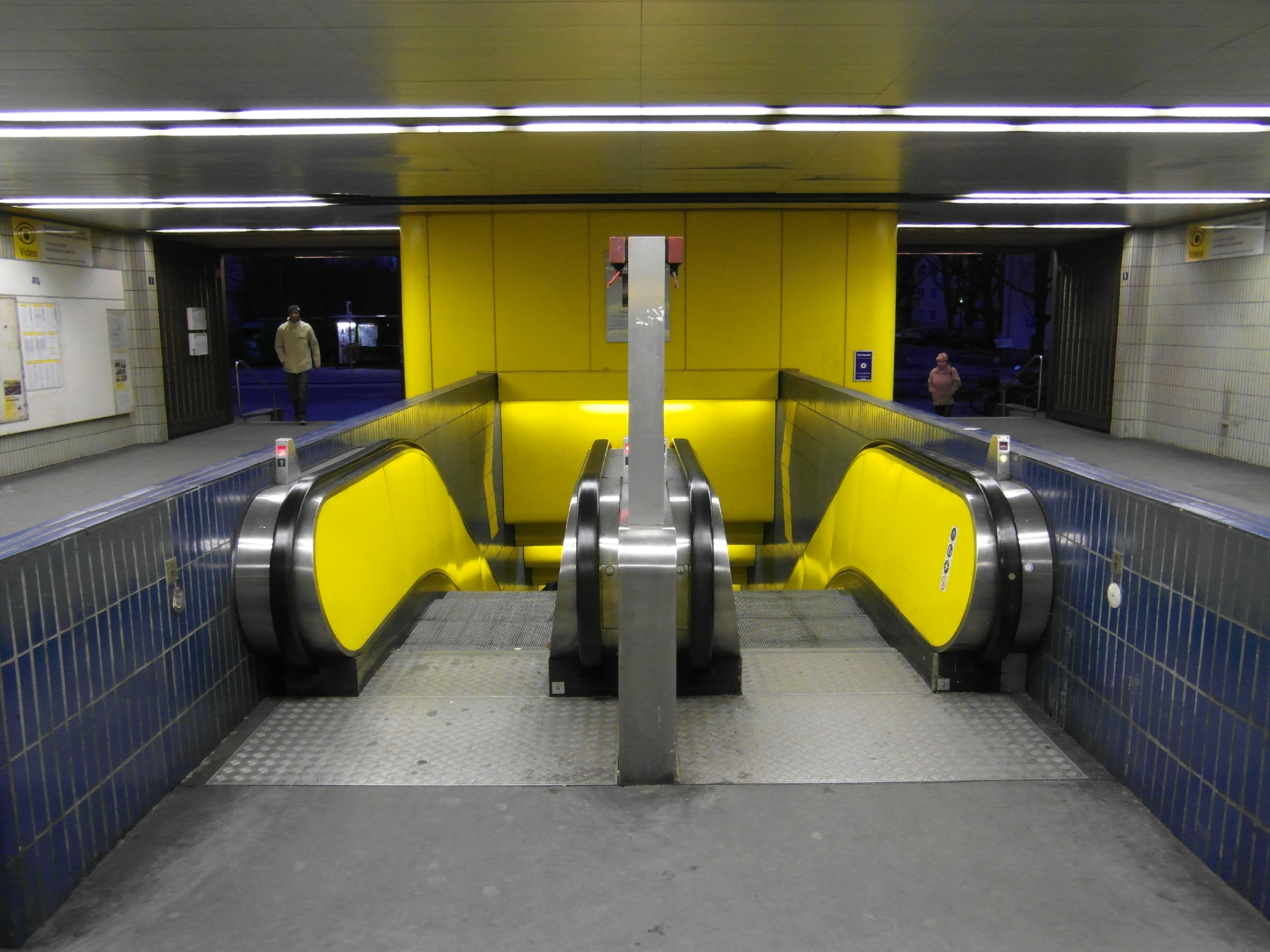
Escalators.
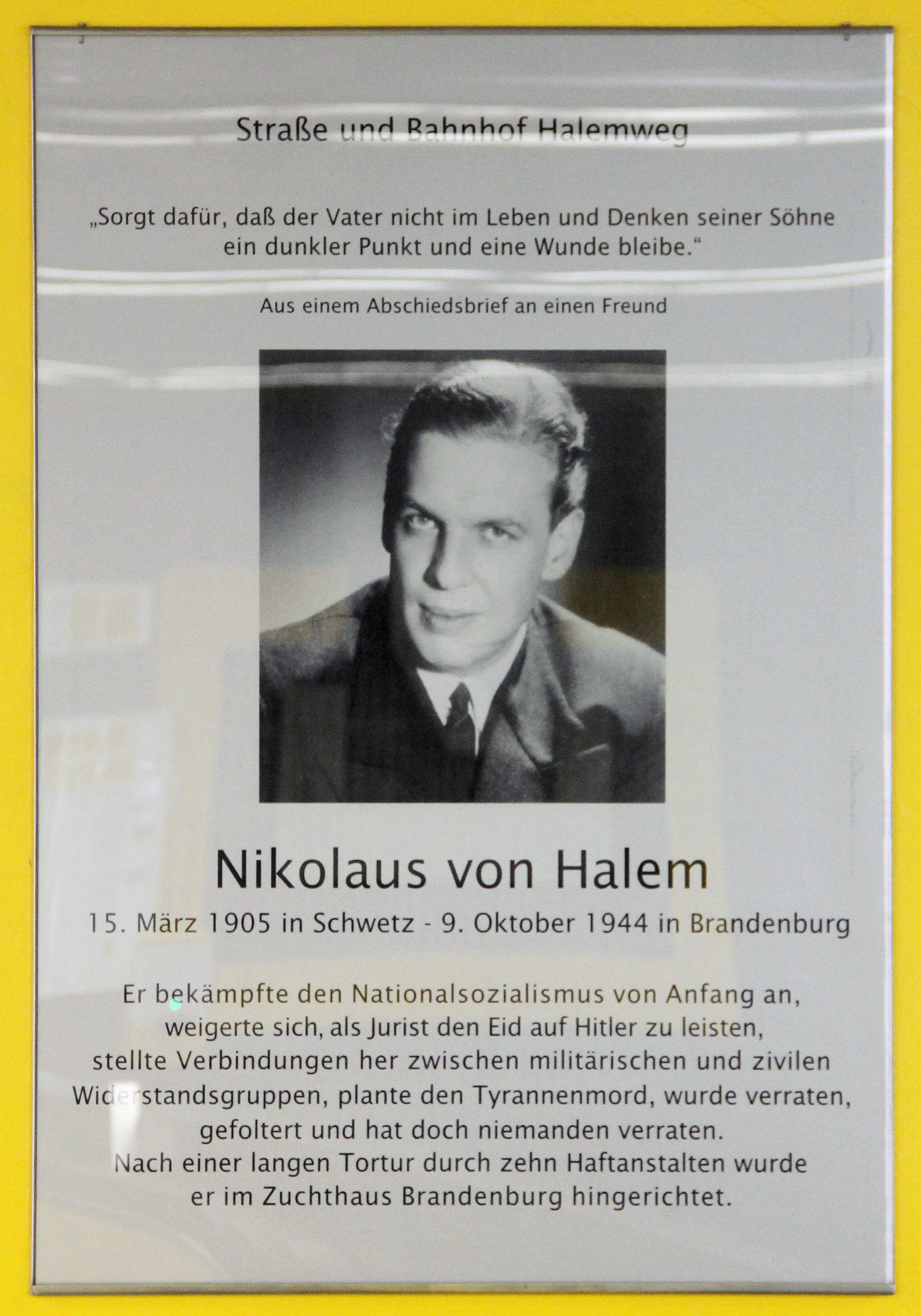
Mémorial.

### Desserte
La station est desservie par les rames de la ligne 7 du métro de Berlin. Les horaires et les fréquences de passage sont à consulter sur le site de l'exploitant (voir lien externe en bas de page).

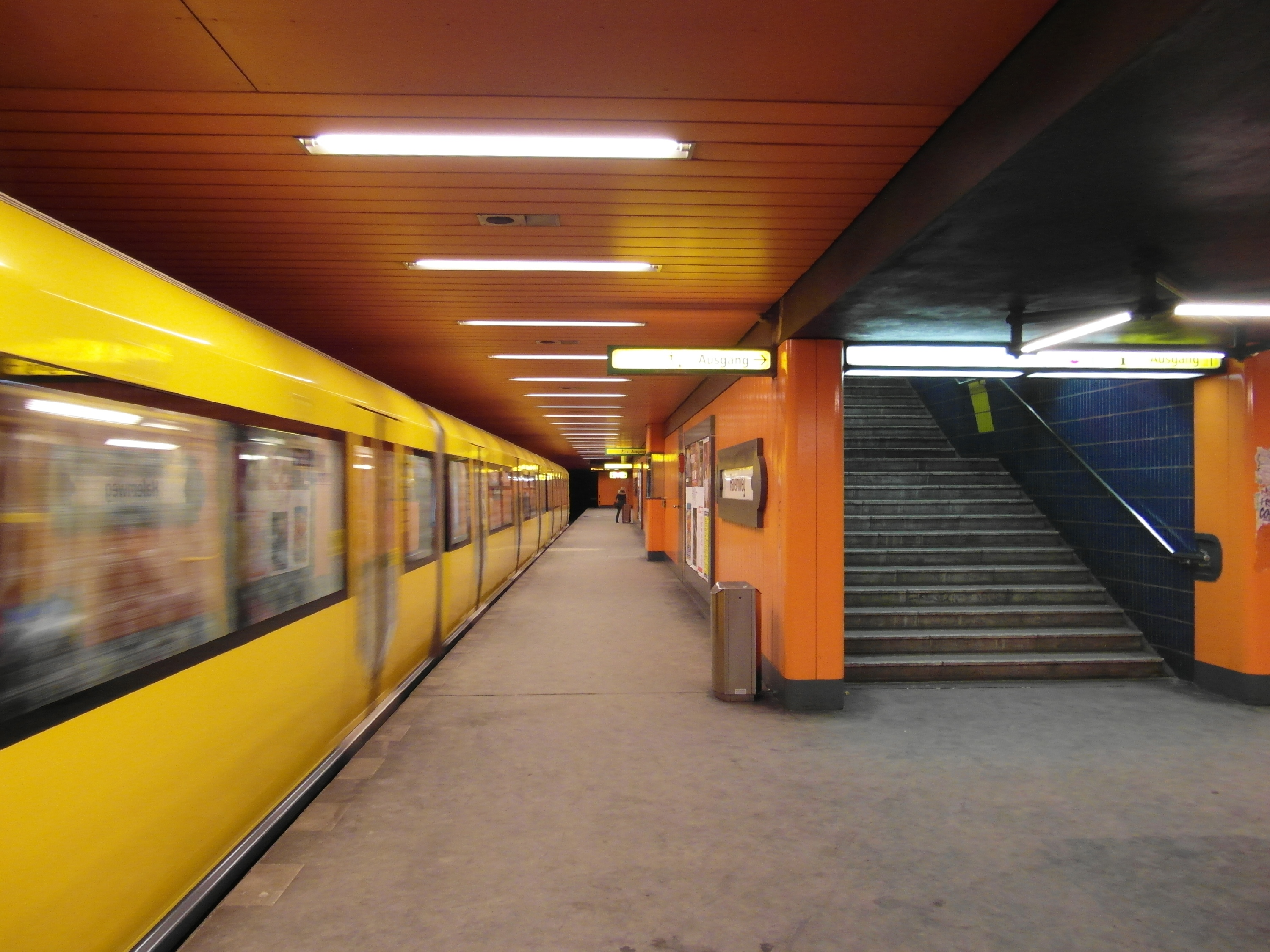
Une rame du métro arrive dans la station.

### Intermodalité
À proximité des arrêts de bus (ligne : 123).